# Tazzoliïta
La tazzoliïta és un mineral de la classe dels òxids. Rep el nom en honor de Vittorio Tazzoli (n. 1938), químic, mineralogista, cristal·lògraf i professor de la Universitat de Pàdua i la Universitat de Messina.

## Característiques
La tazzoliïta és un òxid de fórmula química Ba4-xNaxTi₂Nb₃SiO17[PO₂(OH)₂]x(OH)(1-2x). Va ser aprovada com a espècie vàlida per l'Associació Mineralògica Internacional l'any 2011, sent publicada per primera vegada el 2012. Cristal·litza en el sistema ortoròmbic. La seva duresa a l'escala de Mohs és 6.

## Formació i jaciments
Va ser descoberta a Monte delle Basse, al municipi de Galzignano Terme, dins la província de Pàdua (Vèneto, Itàlia), on es troba en petites cavitats en com a cristalls laminats en forma de ventall. Aquest indret és l'únic a tot el planeta on ha estat descrita aquesta espècie mineral.